# 苍山香青
苍山香青（学名：Anaphalis delavayi）是菊科香青属的植物，是中国的特有植物。分布于中国大陆的云南等地，生长于海拔3,000米至4,000米的地区，多生长在高山草地以及杂木林缘，目前尚未由人工引种栽培。